# 梅苑小区站
梅苑小区站位于中华人民共和国湖北省武汉市武昌区，是武汉地铁4号线的地铁车站。

## 車站结构
梅苑小区站位于傅家坡梅苑路与文安路交叉口，梅苑路东侧文安路下，车站以北为梅苑小区。为地下两层岛式站台：地下一层站厅，地下二层站台。共设四个出入口。 该站因当地居民不配合拆迁，晚开工一年半，影响了4号线的进度，同时也因中南路盾构机无法出发至梅苑小区站，影响了2号线的进度。

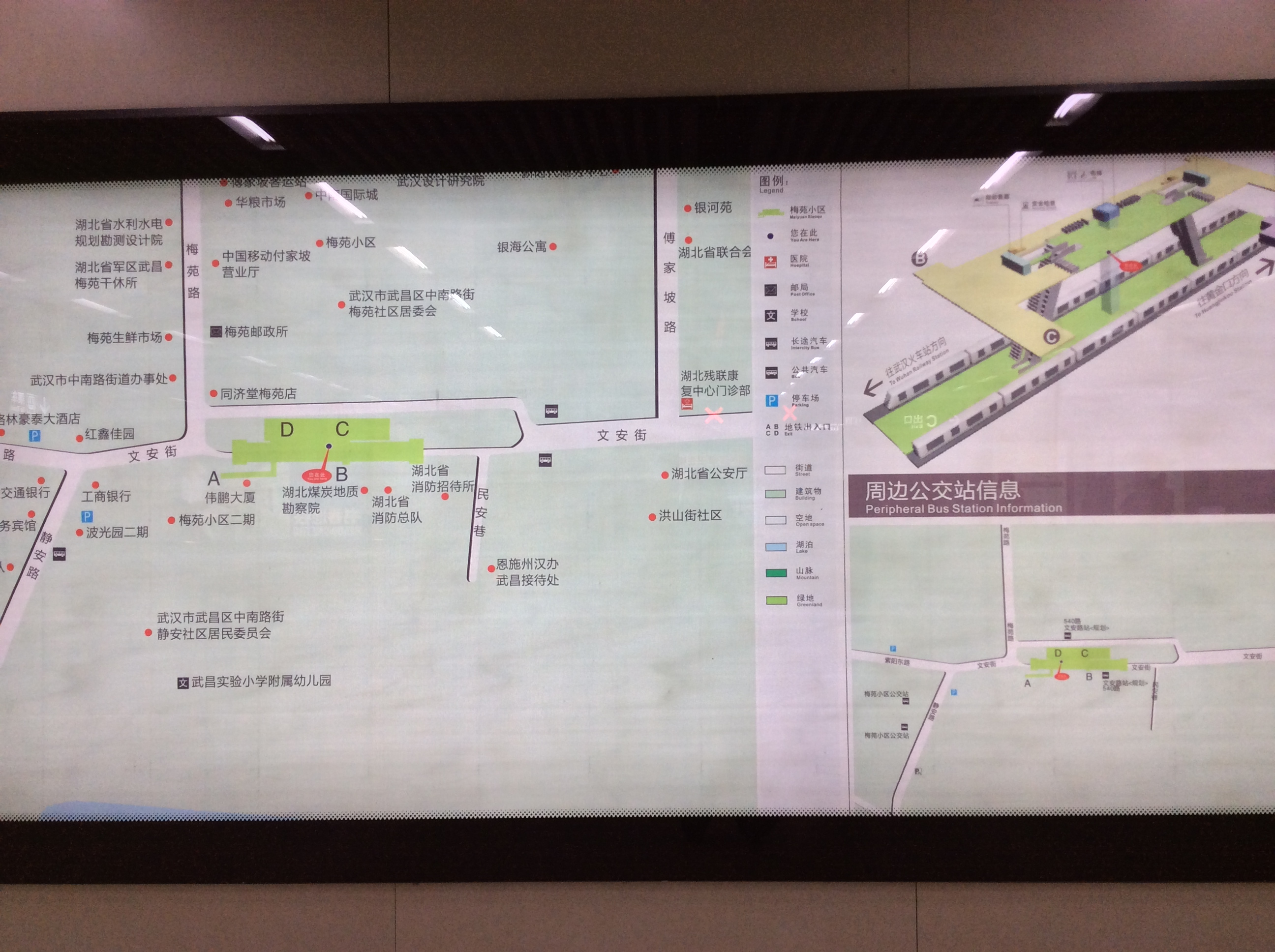
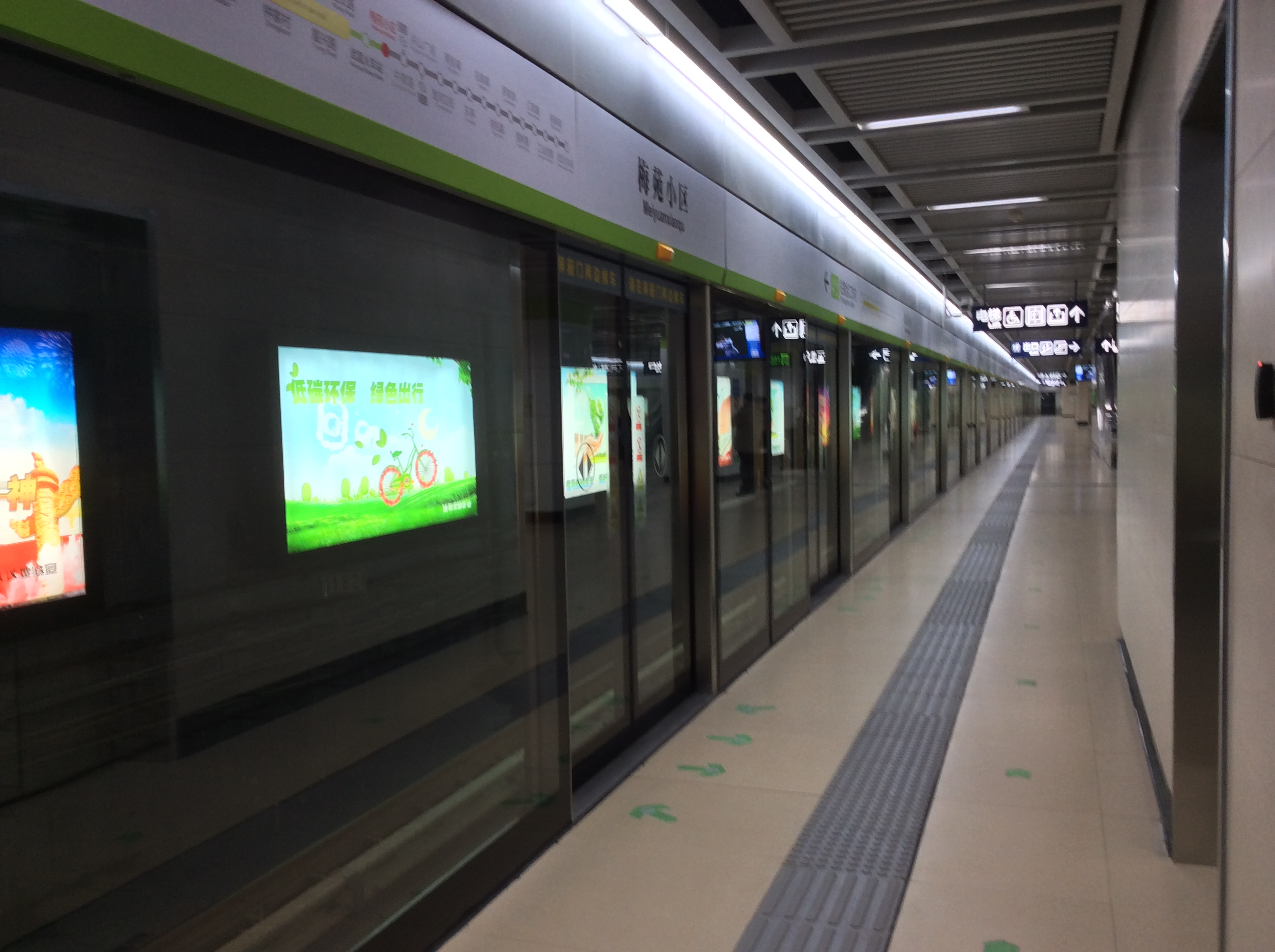
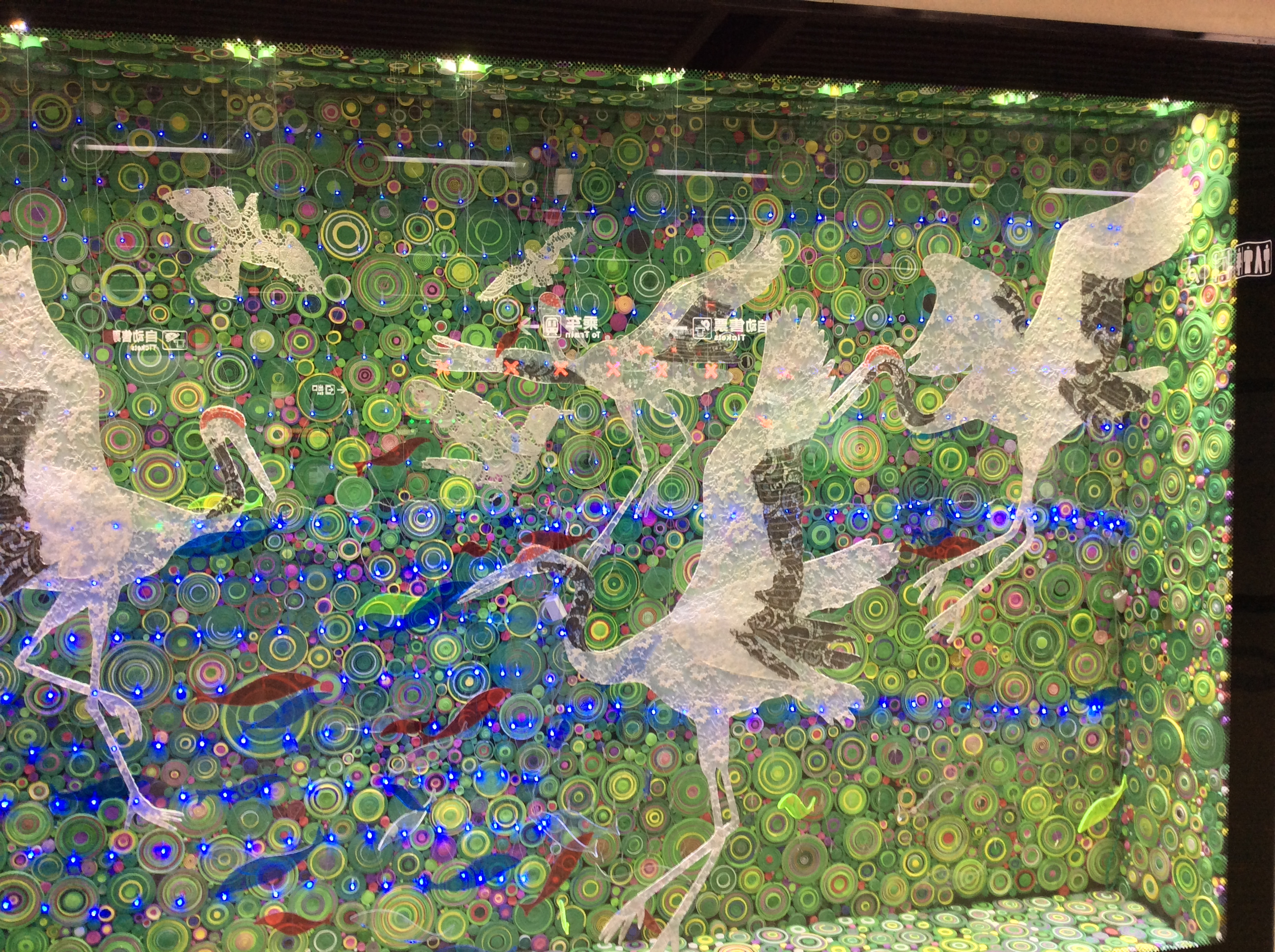
车站艺术橱窗

### 楼层分布
| 地面     | 地面               | 出入口                               |  |  |
| 地下一层 | 站厅               | 售票机、客服中心、武漢通充值、洗手間 |  |  |
| 地下二层 |                    | █ 4号线 往柏林（武昌火车站）         |  |  |
|          | 岛式站台，左侧开门 |                                      |  |  |
|          |                    | █ 4号线 往武汉火车站（中南路）       |  |  |

### 车站出口
|                                                 |              |      |  |
| 出口編號                                        | 設施         | 照片 |  |
| A                                               |              |      |  |
| B                                               | （预留未建） |      |  |
| C                                               |              |      |  |
| D                                               |              |      |  |
| 注： 設有升降機 \| 設有輪椅升降台 \| 設有洗手間 |              |      |  |

## 运营信息
- 4号线首末班车时间

### 内部链接
- 武汉地铁车站列表